# Giải bóng đá hạng nhất quốc gia Tahiti
Giải bóng đá hạng nhất quốc gia Tahiti hay Tahitian Ligue 1 là hạng đấu cao nhất của Liên đoàn bóng đá Tahiti ở Polynésie thuộc Pháp. Hiện tại giải đấu có tên là Ligue 1 Vini vì lý do tài trợ.

## Thể thức thi đấu
Giải đấu được chia ra thành mùa giải chính và vòng play-off. Mùa giải chính diễn ra theo thể thức giải đấu. Cuối mùa giải chính, 6 đội có thứ hạng cao nhất  – và đội vô địch ở giải bóng đá đảo Moorea mùa trước – bước vào vòng play-off để quyết định đội vô địch cuối cùng và giành quyền tham dự Giải bóng đá vô địch các câu lạc bộ châu Đại Dương. Trong khi đó, các đội xếp thấp hơn sẽ tham gia một vòng play-off khác cùng với các đội ở Ligue 2 để quyết định sự lên xuống hạng cho mùa giải sau. Giải đấu có hệ thống tính điểm với 4 điểm cho một trận thắng, 2 điểm cho một trận hòa và 1 điểm cho một trận thua. Cách duy nhất để một đội bóng không có điểm là không thể đưa ra đủ đội hình thi đấu. Mặc dù cách thức này không độc đáo, và nó lấy cảm hứng từ hệ thống xếp hạng của Pháp cho mỗi hạng đấu dưới cấp độ 3, nhưng nó đã phổ biến khi Đội tuyển bóng đá quốc gia Tahiti giành quyền tham dự Cúp Liên đoàn các châu lục, và theo một cuộc phỏng vấn với, chủ tịch FTF, điều này được đưa ra vì "chúng tôi không muốn bất cứ ai phải buồn." 

## Đội bóng
Đây là các đội bóng thi đấu ở mùa giải 2016–17:
- AS Arue
- AS Central Sport
- AS Dragon
- AS Manu-Ura
- AS Olympic Mahina
- AS Pirae
- AS Taiarapu
- AS Tefana
- AS Vénus
- Tahiti Nui U17

## Danh sách đội bóng vô địch
Các nhà vô địch từ trước đến nay như sau:
- 1948: AS Fei Pi (Papeete)
- 1949: AS Fei Pi (Papeete)
- 1950: AS Fei Pi (Papeete)
- 1951: AS Fei Pi (Papeete)
- 1952: AS Excelsior (Papeete)
- 1953: AS Vénus (Mahina)
- 1954: AS Jeunes Tahitiens (Papeete)
- 1955: AS Central Sport (Papeete)
- 1956: AS Excelsior (Papeete)
- 1957: AS Excelsior (Papeete)
- 1958: AS Central Sport (Papeete)
- 1959: AS Excelsior (Papeete)
- 1960: AS Excelsior (Papeete)
- 1961: AS Jeunes Tahitiens (Papeete)
- 1962: AS Central Sport (Papeete)
- 1963: AS Central Sport (Papeete)
- 1964: AS Central Sport (Papeete)
- 1965: AS Central Sport (Papeete)
- 1966: AS Central Sport (Papeete)
- 1967: AS Central Sport (Papeete)
- 1968: AS Fei Pi (Papeete)
- 1969: AS Tamarii Punaruu (Papeete)
- 1970: AS Fei Pi (Papeete)
- 1971: AS Fei Pi (Papeete)
- 1972: AS Central Sport (Papeete)
- 1973: AS Central Sport (Papeete)
- 1974: AS Central Sport (Papeete)
- 1975: AS Central Sport (Papeete)
- 1976: AS Central Sport (Papeete)
- 1977: AS Central Sport (Papeete)
- 1978: AS Central Sport (Papeete)
- 1979: AS Central Sport (Papeete)
- 1980: AS Arue (Arue)
- 1981: AS Central Sport (Papeete)
- 1982: AS Central Sport (Papeete)
- 1983: AS Central Sport (Papeete)
- 1984: AS PTT (Papeete)
- 1985: AS Central Sport (Papeete)
- 1986: AS Excelsior (Papeete)
- 1987: AS Jeunes Tahitiens (Papeete)
- 1988: AS Excelsior (Papeete)
- 1989: AS Pirae (Pirae)
- 1990: AS Vénus (Mahina)
- 1991: AS Pirae (Pirae)
- 1992: AS Vénus (Mahina)
- 1993: AS Pirae (Pirae)
- 1994: AS Pirae (Pirae)
- 1995: AS Vénus (Mahina)
- 1996: AS Manu-Ura (Papeete)
- 1997: AS Vénus (Mahina)
- 1998: AS Vénus (Mahina)
- 1999: AS Vénus (Mahina)
- 2000: AS Vénus (Mahina)
- 2001: AS Pirae (Pirae)
- 2002: AS Vénus (Mahina)
- 2003: AS Pirae (Pirae)
- 2004: AS Manu-Ura (Papeete)
- 2005: AS Tefana (Faa'a)
- 2005–06: AS Pirae (Pirae)
- 2006–07: AS Manu-Ura (Papeete)
- 2007–08: AS Manu-Ura (Papeete)
- 2008–09: AS Manu-Ura (Papeete)
- 2009–10: AS Tefana (Faa'a)
- 2010–11: AS Tefana (Faa'a)
- 2011–12: AS Dragon (Papeete)
- 2012–13: AS Dragon (Papeete)
- 2013–14: AS Pirae (Pirae)
- 2014–15: AS Tefana (Faa'a)
- 2015–16: AS Tefana (Faa'a)

## Thành tích

### Thành tích theo câu lạc bộ
| Câu lạc bộ          | Đội vô địch |
| ------------------- | ----------- |
| AS Central Sport    | 21          |
| AS Vénus            | 10          |
| AS Pirae            | 10          |
| AS Excelsior        | 7           |
| AS Fei Pi           | 7           |
| AS Manu-Ura         | 5           |
| AS Tefana           | 5           |
| AS Jeunes Tahitiens | 3           |
| AS Dragon           | 3           |
| AS Arue             | 1           |
| AS PPT              | 1           |
| AS Tamarii Punaruu  | 1           |

### Thành tích theo thành phố
| Thành phố / Thị trấn | Số lần vô địch | Đội vô địch |
| -------------------- | -------------- | --- |
| Papeete              | 48             | AS Central Sport (20), AS Excelsior (7), AS Fei Pi (7), AS Manu-Ura (5), AS Jeunes Tahitiens (3), AS Dragon (2), AS PPT (1), AS Tamarii Punaruu (1) |
| Mahina               | 10             | AS Vénus (9) |
| Pirae                | 10             | AS Pirae (8) |
| Faaa                 | 5              | AS Tefana (5) |
| Arue                 | 1              | AS Arue (1) |

## Cầu thủ ghi nhiều bàn thắng nhất
| Mùa giải | Cầu thủ                            | Đội bóng              | Số bàn thắng |
| 2001–02  | Michel Hmaé                        | AS Pirae              | 23           |
| 2002–03  | Ramon Djamali                      | AS Manu-Ura           | 22           |
| 2003–04  | Naea Bennett                       | AS Pirae              | 19           |
| 2006–07  | Naea Bennett                       | AS Pirae              | 24           |
| 2007–08  | Raimana Li Fung Kuee Taufa Neuffer | AS Manu-Ura AS Tefana | 11           |
| 2011–12  | Steevy Chong Hue                   | AS Dragon             | 12           |
| 2013–14  | Teaonui Tehau                      | AS Vénus              | 25           |
| 2014–15  | Raimana Li Fung Kuee               | AS Pirae              | 30           |